# Xã Blaine, Quận Clark, South Dakota
Xã Blaine (tiếng Anh: Blaine Township) là một xã thuộc quận Clark, tiểu bang Nam Dakota, Hoa Kỳ. Năm 2010, dân số của xã này là 36 người.